# ホンオニク
ホンオニク（学名:Cistanche salsa）は、ハマウツボ科ホンオニク属の多年生草本。

## 分布
中国内陸部から内蒙古、中央アジアの乾燥地に分布する。

## 生態
アカザ科の植物の根に全寄生する寄生植物で光合成を行わない。

## 形態
高さは10–45cm。茎は多肉質で直立し無分岐または稀に2-3分岐する。葉は多肉質で長円形–卵状披針形で0.6–1.6cm × 5–8mm、退化して鱗片化し茎の周囲を覆う。花序は茎頂につき8–20cm、苞は卵形-卵状披針形で1–1.5cm、縁に黄白色の長軟毛が密生し、背軸側に細軟毛が散生する。小苞は卵状披針形で萼とほぼ同じ大きさである。萼は淡黄色-白色、鐘形で長さは花冠の約1⁄3、裂片は5枚、長円形–亜円形で2.5–3 × 3–3.5mm。花冠は筒形–鐘形で2.5–4cm、花冠筒は白色・黄白色、裂片は5枚で薄紫色・紫色、亜円形で5–7 × 5–7mm。花糸は1.2–1.4cm、葯は長卵形で約2.5mm、基部は突起状で白色の長軟毛が密生する。子房は卵形、花柱は1.6–2cm、無毛で宿存し、柱頭は亜球形。朔は卵形–長円形、1–1.4cm × 8–9mm。種子は亜球形で直径が約0.5mm。5–6月に開花、6–9月に結実する。

## 利用
ホンオニクの肉質茎を乾燥したものは “ニクジュヨウ”（繁体字中国語: 肉蓯蓉、簡体字中国語: 肉苁蓉、“ニクショウヨウ” ともいう）と呼ばれ、滋養強壮作用を有する生薬として用いられる。ニクジュヨウは黒褐色で甘い香りがする。ニクジュヨウの主な有効成分はフェニルプロパノイド配糖体やモノテルペンである。
ニクジュヨウは、薬用酒である養命酒（養命酒製造）、遼伝来福酒（薩州濵田屋、プラントテクノロジー）、生薬配合の滋養強壮剤であるゼナ（大正製薬）、ナンパオ（田辺三菱製薬）、ユンケル黄帝ゴールド（佐藤製薬）、ユースゲンキング（エスエス製薬）などに配合されている。